# Entrecôte

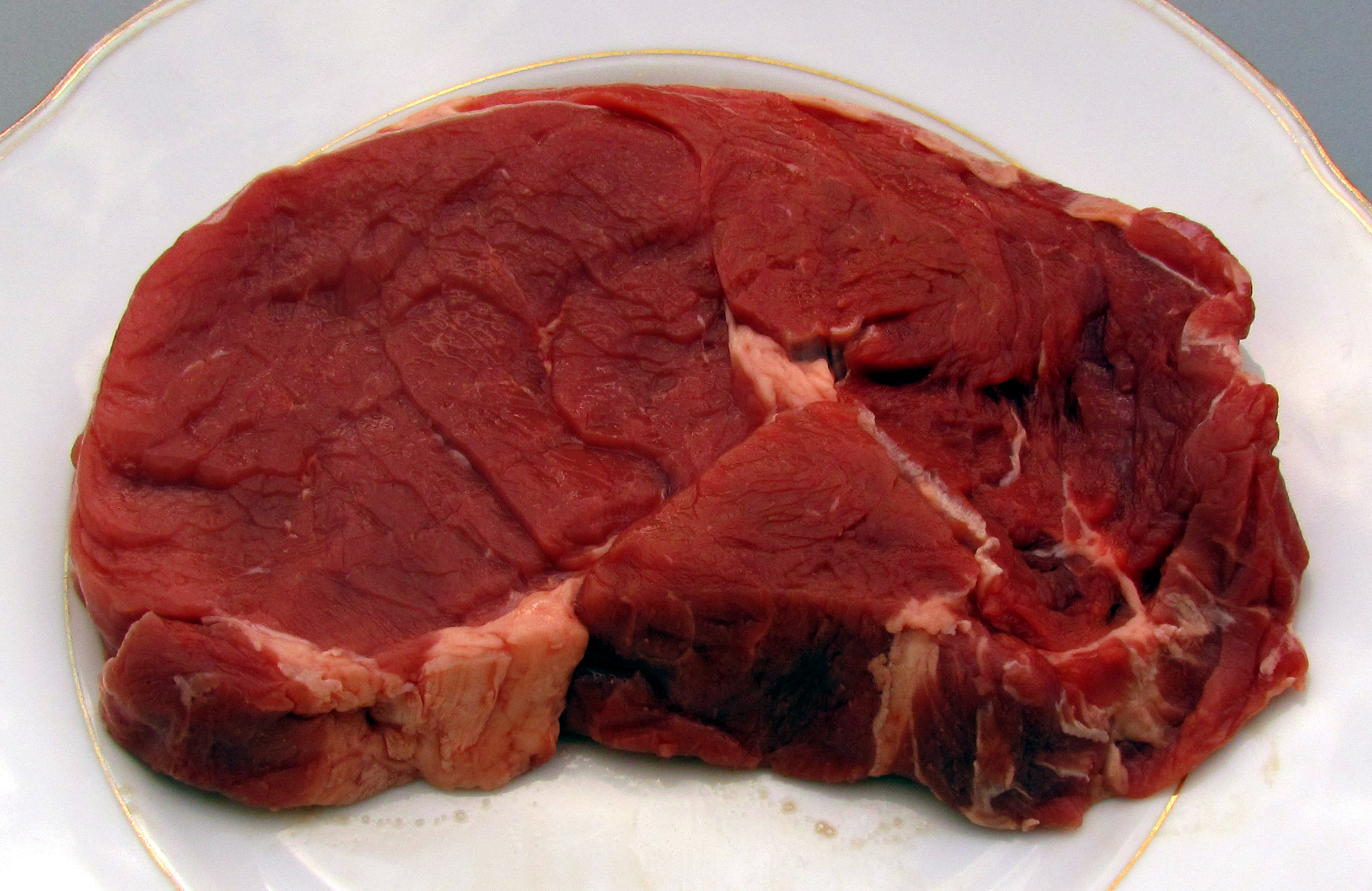
Entrecôte de charolaise.

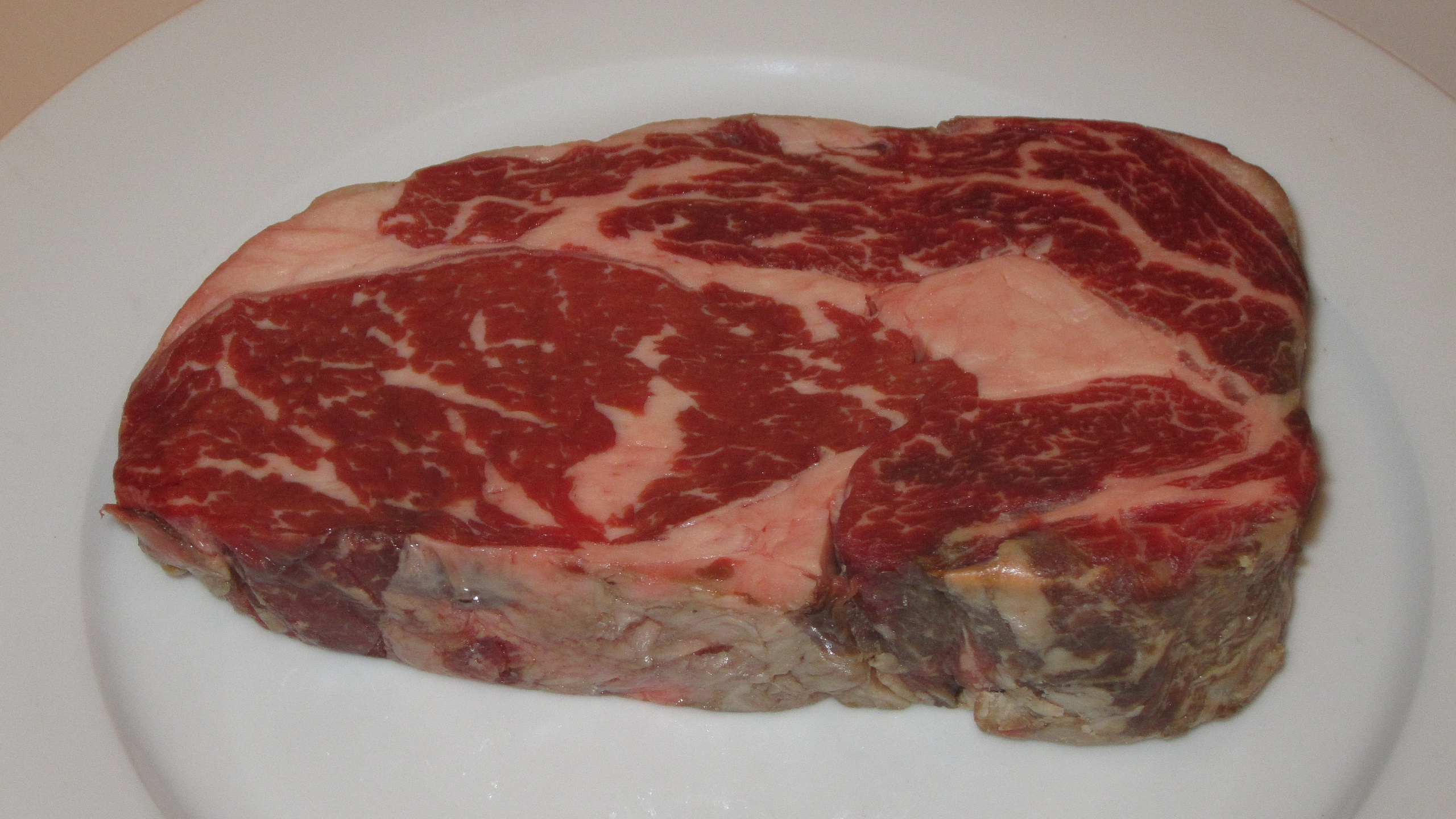
Entrecôte persillée.

L’entrecôte est le plus fameux des biftecks (de l'anglais beef steak, « tranche de bœuf à griller ») ou steaks (de l'anglais steak, « tranche de viande à griller »)  désignant toute tranche de viande rouge de viande bovine. Elle n'est pas, comme son nom pourrait le faire penser, un morceau de viande situé entre les côtes. Elle est constituée du même morceau que la côte de bœuf, mais désossée et coupée dans la tranche pour en réduire l'épaisseur. On se situe donc dans les muscles : long dorsal, long épineux, long costal et intercostaux entre la 5e et la 11e côte entre le faux-filet et la basse côte. La noix d’entrecôte est la présentation « sans bretelles » de l’entrecôte, c'est-à-dire avec les seuls long épineux et long dorsal.
L'entrecôte, tout comme la côte de bœuf ou autre morceau de découpe de viande rouge, se trouve chez l’animal entre la hanche et les côtes et peut montrer différents persillés allant jusqu'au marbrage. Le goût français et européen est plutôt saignant alors que le goût américain est plus cuit.
L’appellation peut varier selon les régions: 
- A Bordeaux, l’entrecôte est nommée entrecôte fine,
- dans le Nord on l'appelle entrecôte découverte ou côte d’atteinte,
- en Alsace, on parle de doppel focchripp.

## Cuisson et recettes
L'entrecôte cuisinée au four, au gril, à la poêle ou au barbecue peut être servie nature ou accompagnée d'une sauce comme la sauce bordelaise, la sauce au vin rouge ou la sauce bourguignonne. Les sauces les plus couramment présentées pour accompagner une entrecôte, notamment dans la restauration, sont la sauce au poivre, la sauce béarnaise et la sauce au roquefort. Il existe aussi des restaurants, entre autres en France, en Suisse et au Québec, qui servent une formule de plat unique qui consiste en une entrecôte nappée d'une sauce dite sauce Café de Paris[réf. nécessaire].

## Images

Localisation des côtes et de l'entrecôte.
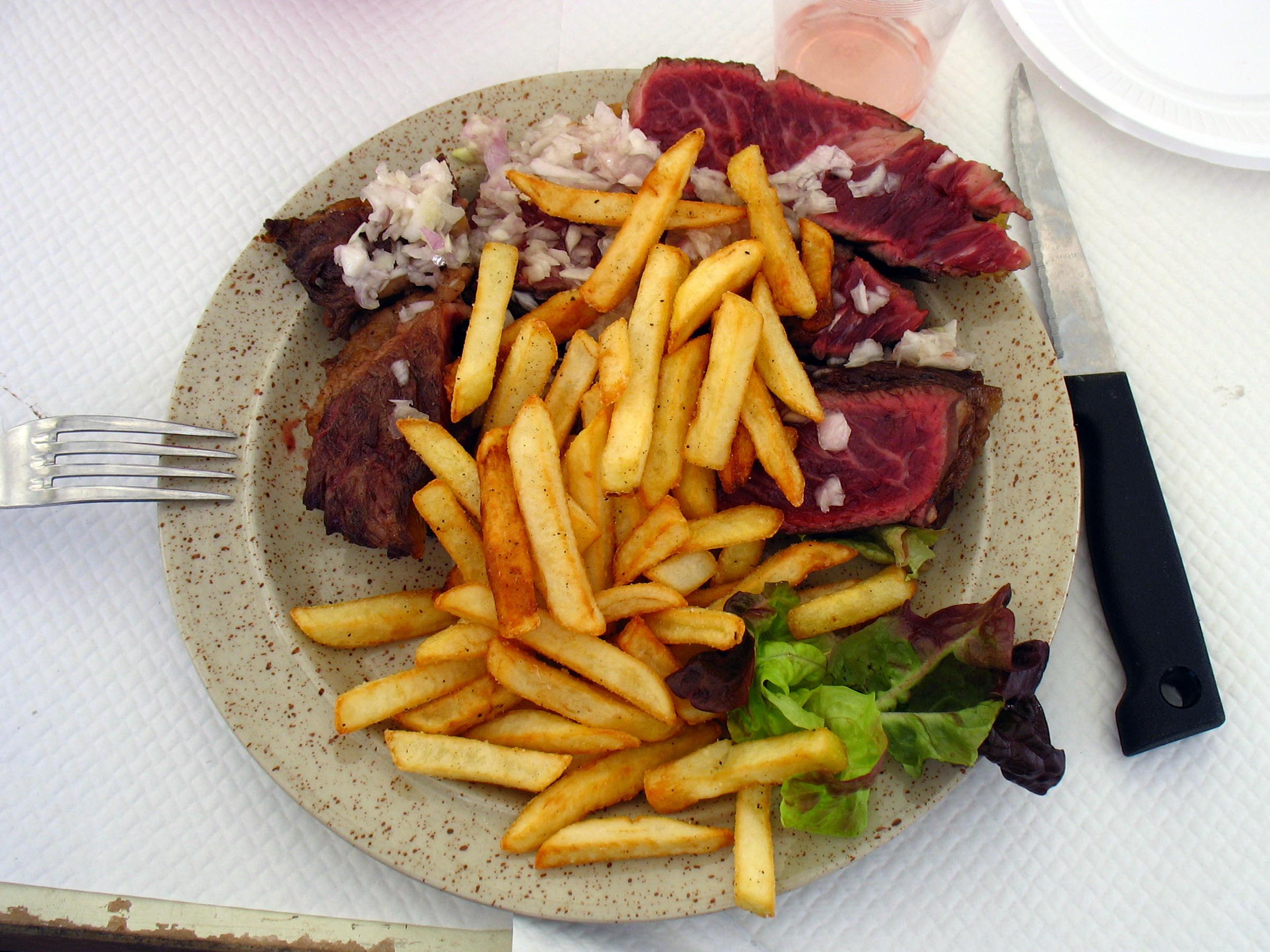
Une entrecôte grillée accompagnée de frites.
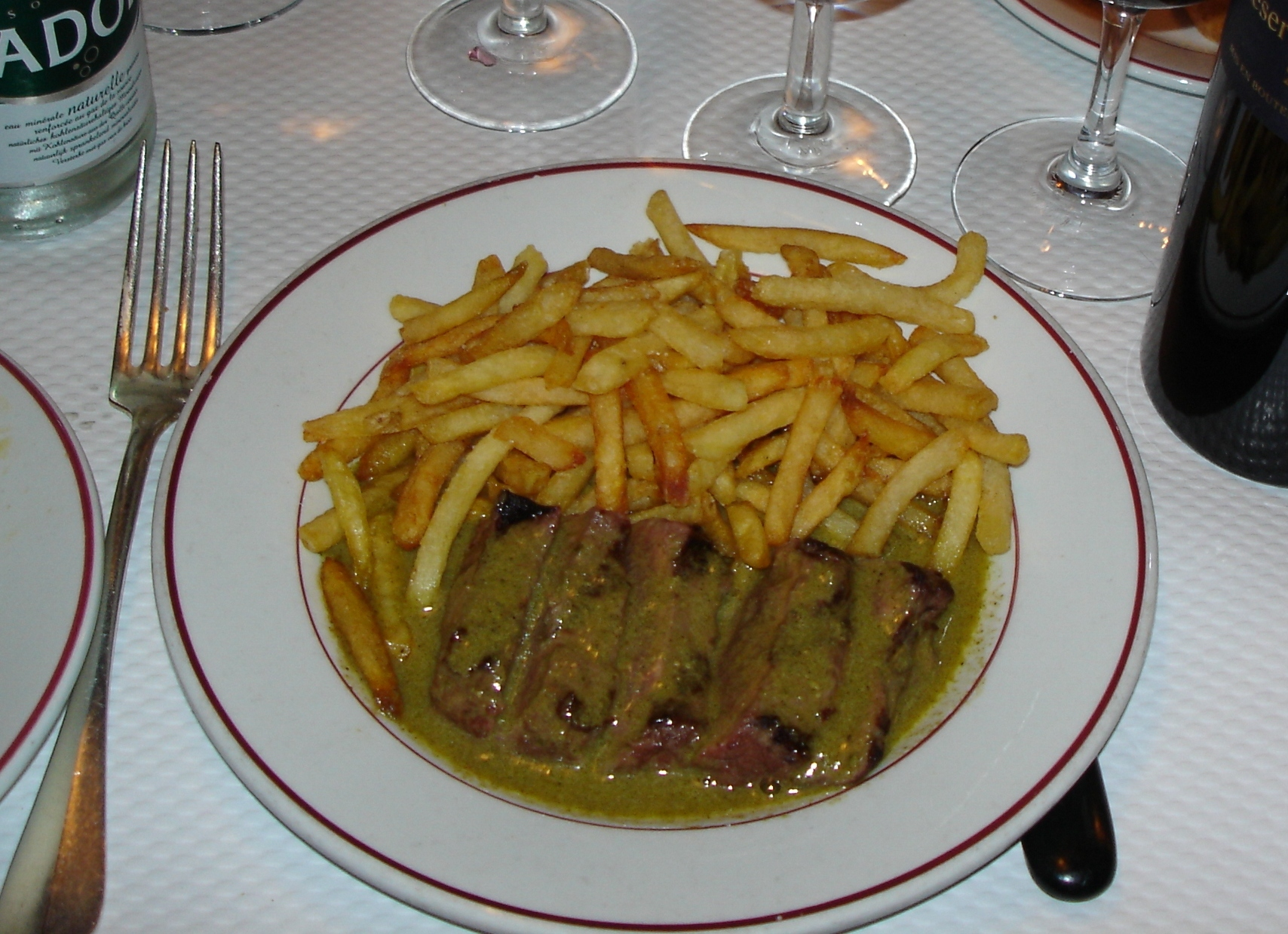
Une portion d'entrecôte Café de Paris au restaurant Le Relais de l'Entrecôte à Genève.